# ミノ・ライオラ
ミノ・ライオラ（Mino Raiola, 1967年11月4日 - 2022年4月30日）は、イタリア・カンパニア州サレルノ県ノチェーラ・インフェリオーレ出身のFIFA公認代理人（スポーツエージェント）である。同業のジョルジュ・メンデスと共にサッカー界でもっとも影響力のある代理人の一人として知られていた。

## 来歴
1967年11月4日、イタリア・カンパニア州サレルノ県のノチェーラ・インフェリオーレにて生を受ける。1歳のときに、家族とともにオランダのハールレムに移住、両親はそこでイタリア料理店を開業し、ミノもそこで働きながら、法律学校に通って法学の他に7ヵ国語（イタリア語、オランダ語、英語、ドイツ語、スペイン語、ポルトガル語、フランス語）に精通する。また当時は地元のHFCハールレムに所属していたがサッカー選手として大成することなく、18歳で現役引退。
その後は不動産業など実業家として活動しつつ、ハールレムの育成部門テクニカルディレクター職、後のスポーツディレクターを経て1986年に自身の会社を設立して、サッカーの代理人業務に関わっていくことになる。堪能な語学を生かして選手組合からの依頼を受けてオランダ市場の海外担当者となり、ブライアン・ロイやデニス・ベルカンプの国外移籍に携わる。
飛躍となったのは1996年にパヴェル・ネドヴェドのラツィオ移籍に導いたことで、一挙に名声を高める。
また顧客のポール・ポグバの2012年のユヴェントス移籍に際しては、フリーで移籍させる条件としてユヴェントス側と「次回、ポグバが5000万ユーロ以上の移籍金で移籍する際はその45％を手数料として受け取る」という契約を結んでおり、ポグバの2016年のマンチェスター・ユナイテッド移籍は当時歴代最高額の8900万ポンド（当時のレートで約130億円）に及び、ミノは4100万ポンド（当時のレートで約58億円）の手数料および別途の報酬を受け取ったと報じられている。
2022年1月22日、ミラノのサン・ラッファエーレ病院に搬送され緊急手術を受ける。その後続報は無かったが、2022年4月28日、肺の病気で死去したという報道が出ると日本国内サッカーメディアもこれを報じた。しかし、数十分後には病院や事務所の関係者から否定するコメントが出され、1時間後にライオラ本人がTwitterを更新。「気になる現在の健康状態について。彼ら（メディア）に殺されるのはこの4カ月で2度目だ。腹が立つ。生き返らせることも可能なようだ」と怒りを表した。
報道が否定された2日後の2022年4月30日、本人のTwitterが更新され死去したことが報告された。レアル・マドリードやACミランなどのビッククラブも追悼メッセージを公表した。葬儀は5月5日に行われ、アーリング・ハーランド、ジャンルイジ・ドンナルンマ、パヴェル・ネドヴェド、マルコ・ヴェッラッティ、ズラタン・イブラヒモビッチらが参列した。

## 評価
イタリア出身であることからセリエAのクラブとコネクションがあり、ルチアーノ・モッジ（元ユヴェントスGM）、アドリアーノ・ガッリアーニ（元ACミランGM）といった大物との関わりがある。
また辣腕な反面、強引な手法、時には自らが顧客の所属クラブや監督を批判することもあり、過去に選手の移籍で揉めたアレックス・ファーガソンやACミランから批判もされている。ジョゼップ・グアルディオラとは犬猿の仲で知られており、代理人としての関係が移籍にも影響を与えている。
選手の移籍の際には巨額の手数料を設定し、一時はクリスティアーノ・ロナウドを超える年俸を手にもした。
クラブと対立しライオラとの交渉は高額取引になるため、批判の的になりやすい。ジャンルイジ・ドンナルンマの延長交渉では、ユースからミラン一筋であるにもかかわらず、「剛腕」を発揮し有利な条件を得た。それによりサポーターとの関係は冷えきり、4年後の契約延長では退団となった。それでも選手からの信頼は厚く、ズラタン・イブラヒモビッチの自伝にはライオラとの出会いの影響について記述されている。

## その後
ミノの死去後、エージェント会社「ONE」とその顧客は、共同経営者であったブラジル人弁護士のラファエラ・ピメンタ（Rafaela Pimenta）が引き継いだ。ピメンタはライオラに国際法に精通していることを買われて、「ONE」起業時に共同経営者として名を連ねており、長年に渡って法務部門の責任者を務めていたのがピメンタであった。またONEにはライオラの従兄弟のヴィンチェンツォ・ライオラが代理人として勤務していたが、ミノの死去後に独立してエージェント会社「チーム・ライオラ」を設立、イブラヒモビッチとドンナルンマはそちらに移っている。

## 生前の主な顧客
| - パヴェル・ネドヴェド - マルク・ファン・ボメル - ズデネク・グリゲラ - マクスウェル - イニャツィオ・アバーテ - ズラタン・イブラヒモビッチ - ポール・ポグバ - モイーズ・キーン - ルカ・ペッレグリーニ - マタイス・デ・リフト - ライアン・フラーフェンベルフ - ヌサイル・マズラウィ - マルコ・ヴェッラッティ - ジャンルイジ・ドンナルンマ - アーリング・ハーランド - ステファン・デ・フライ | - デンゼル・ダンフリース - ヘンリク・ムヒタリアン - ドニエル・マレン - コスタス・マノラス - イルビング・ロサノ - ジャスティン・クライファート - アレッシオ・ロマニョーリ - ブレーズ・マテュイディ - マリオ・バロテッリ - バルトシュ・サラモン - ワシム・ブーイ - マルクス・テュラム - モハメド・イハッターレン - セルヒオ・ロメロ - ジャコモ・ボナヴェントゥーラ |

## 参照
1. ↑  “イブラヒモビッチ、ポグバ、バロテッリ… 移籍劇を操る大物代理人の実像”. Sportiva. (2016年11月16日) 2022年10月5日閲覧。
2. 1 2 3  ““3億ユーロ超え”の敏腕代理人　イブラやポグバらを抱えるライオラ氏の正体とは”. サッカーキング. (2016年8月23日) 2022年4月29日閲覧。
3. ↑  “ポグバ移籍で60億円ゲット？ミーノ・ライオラ代理人って何者なのか”. Qoly. (2017年5月11日) 2018年1月20日閲覧。
4. ↑  “敏腕代理人ライオラ氏、イタリアで緊急手術か…顧客にはポグバやハーランドら”. サッカーキング. (2022年1月12日) 2022年4月29日閲覧。
5. ↑  “ミノ・ライオラ氏、54歳で死去　海外メディア報道、イブラヒモビッチら顧客の敏腕代理人”. フットボールゾーン. (2022年4月28日) 2022年4月29日閲覧。
6. ↑  “大物代理人ライオラ氏死去と一斉報道。イブラヒモビッチやポグバらを担当”. フットボールチャンネル. (2022年4月28日) 2022年4月29日閲覧。
7. ↑  “死去報道は誤報…ライオラ氏、SNSで声明「殺されるのはこの4カ月で2度目」”. サッカーキング. (2022年4月28日) 2022年4月29日閲覧。
8. ↑  “大物代理人ライオラ氏が54歳で逝去…主な顧客にイブラやポグバなど”. サッカーキング. (2022年5月1日) 2022年5月1日閲覧。
9. ↑  “イブラヒモビッチら抱える超大物代理人、ライオラ氏54歳死去　ビッグクラブ続々追悼メッセージ”. 日刊スポーツ. (2022年5月1日) 2022年5月1日閲覧。
10. ↑  “［西岡明彦］ハーランドのシティ移籍もまとめ上げた敏腕代理人、逝く”. the WORLD. (2022年5月15日) 2022年5月15日閲覧。
11. ↑  “「なぜ犬である私にポグバを売り込んだ？」ペップがスーパー代理人ライオラに痛烈な口撃！”. サッカーダイジェスト. (2018年4月7日) 2022年4月29日閲覧。
12. ↑  “イブラやポグバの代理人ライオラ氏、今夏の収入はC・ロナの年俸超えに”. サッカーキング. (2016年9月2日) 2022年4月29日閲覧。
13. ↑  “代理人はサッカー界の「悪」か？ 伊紙の調査で６割超が否定的な見解”. サッカーダイジェスト. (2017年7月11日) 2022年4月29日閲覧。
14. ↑  “ミーノ・ライオラ。メンデスの”領土”を切り崩した移籍市場の主役”. フットボリスタ. (2018年1月11日) 2022年4月29日閲覧。
15. ↑  “「ライオラを切れ！」の大合唱！ドンナルンマとの和解に扉を開くミラン・ファン”. サッカーダイジェスト. (2017年6月20日) 2022年4月29日閲覧。
16. ↑  “契約満了目前も交渉に進展なし。ドンナルンマはどこへ行く？”. フットボリスタ. (2021年5月26日) 2022年4月29日閲覧。
17. ↑  “デ・リフトが明かした舞台裏の“馬鹿げた話”…決断にあったのは代理人ライオラへの信頼”. goal.com. (2019年7月22日) 2022年4月29日閲覧。
18. ↑  “イブラヒモビッチを虜にした 凄腕代理人の「交渉術」と「予知能力」”. Sportiva. (2016年11月18日) 2022年4月29日閲覧。